# Bo Diddley
Bo Diddley født Ellas Bates (30. december 1928 i McComb, Mississippi – 2. juni 2008 i Archer, Florida) var en amerikansk rock and roll-sanger, sangskriver og guitarist.
Han skabte den såkaldte "Bo Diddley-rytme", som er en af hjørnestenene i rock and roll-musikken. Den er identisk med claves-rytmen 3-2. De ældste eksempler på rhythm and blues-materiale, som er gået over til rock'n'roll'en er Diddleys sange Who Do You Love?, Road Runner, You Don't Love Me og I'm a Man.

## Diskografi
| - Bo Diddley (1958) - Go Bo Diddley (1959) - Have Guitar Will Travel (1960) - Bo Diddley in the Spotlight (1960) - Bo Diddley Is a Gunslinger (1960) - Bo Diddley Is a Lover (1961) - Bo Diddley's a Twister (1962) - Bo Diddley (1962) - Bo Diddley & Company (1962) - Surfin' with Bo Diddley (1963) - Bo Diddley's Beach Party (1963) - Bo Diddley's 16 All-Time Greatest Hits (1964) - Two Great Guitars (+ Chuck Berry) (1964) - Hey Good Lookin' (1965) - 500% More Man (1965) - The Originator (1966) - Super Blues (+ Muddy Waters & Little Walter) (1967) - Super Super Blues Band (+ Muddy Waters & Howlin' Wolf) (1967) | - The Black Gladiator (1970) - Another Dimension (1971) - Where It All Began (1972) - Got My Own Bag of Tricks (1972) - The London Bo Diddley Sessions (1973) - Big Bad Bo (1974) - 20th Anniversary of Rock & Roll (1976) - I'm a Man (1977) - Ain't It Good To Be Free (1983) - Bo Diddley & Co - Live (1985) - Hey...Bo Diddley in Concert (1986) - Breakin' Through the BS (1989) - Living Legend (1989) - Rare & Well Done (1991) - Live at the Ritz (+ Ronnie Wood) (1992) - This Should Not Be (1993) - Promises (1994) - A Man Amongst Men (1996) - Moochas Gracias (+ Anna Moo) (2002) |